# Chester See
Chester See blev født og opvokset i Fairfield i Californien. I 2006 blev Chester vært på Disney 365 og han var vært for showet i over tre år. Han har også været med i Nickelodeon's show The Fresh Beat Band

## Musikkarriere
Chester har spillet klaver siden han var 6 år og har skrevet sange siden han var 10. Han har over 350.000 downloads på iTunes. Hans mest succesfulde sang God Damn You're Beautiful har over 10 millioner visninger på YouTube. Hans sange er blevet brugt til et reality show i Norge.
Han har udgivet en plade som hedder NIKI og den kan findes på iTunes.